# 707 Steina
707 Steina eller  1910 LD är en asteroid i huvudbältet, som upptäcktes 22 december 1910 av den tyske astronomen Max Wolf i Heidelberg. Den är uppkallad efter Mr. Stein.
Asteroiden har en diameter på ungefär 9 kilometer.